# Flawiusz Silwa

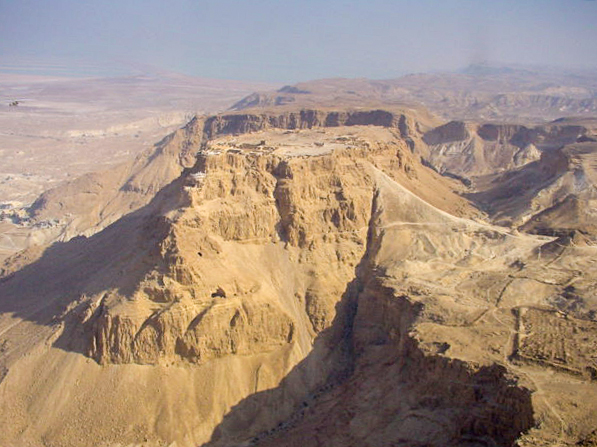
Cytadela Masada

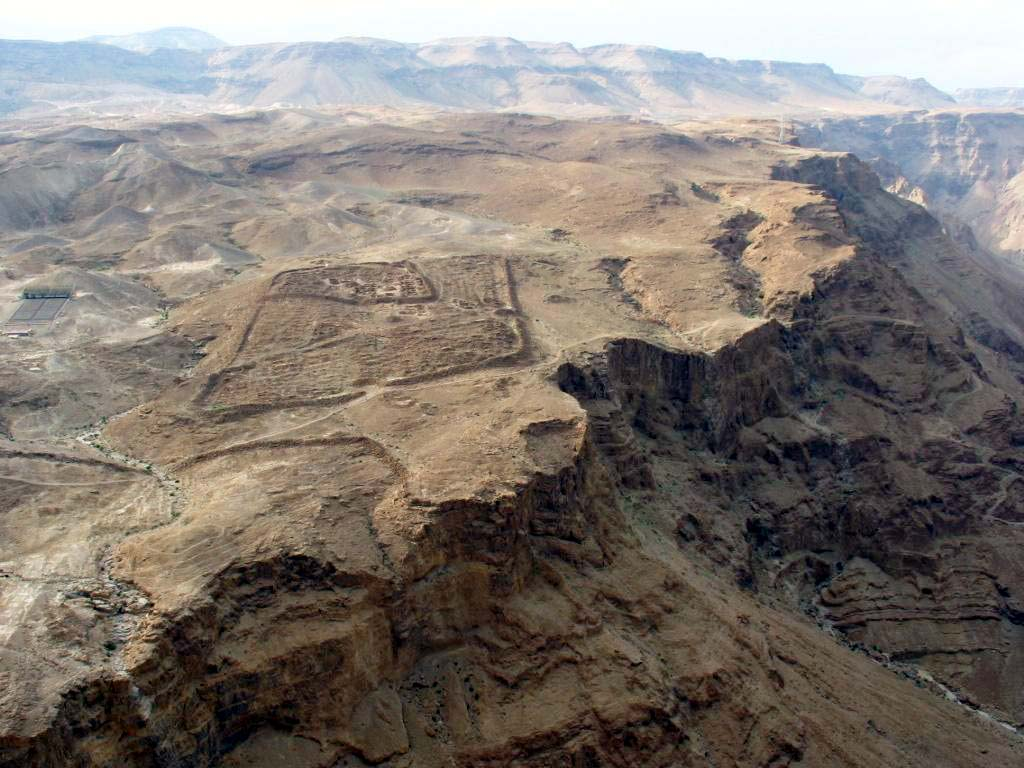
Ruiny rzymskiego obozu niedaleko cytadeli Masada.

Lucjusz Flawiusz Silwa, jego pełne nazwisko (według jednego napisu CIL 10, 243) brzmiało: Lucius Flavius Silva Nonius Bassus. Rzymski namiestnik Judei w latach 73 (lub 74) – 81 n.e. Wcześniej, od 72 r. n.e. dowodził oblężeniem cytadeli Masada, stanowiącej ostatni punkt oporu po upadku Jerozolimy. Dowodził wojskiem liczącym 5 tys. żołnierzy rzymskich, 9 tys. niewolników i jeńców wojennych przeciwko około 1000 obrońcom cytadeli (w tym kobiet i dzieci). Do zdobycia twierdzy przyczyniły się zastosowane przez niego rozwiązania inżynieryjne: mur, uniemożliwiający ucieczkę z twierdzy, a następnie rampa (zachowana do dzisiaj), która umożliwiła machinom i wojsku dojście do murów twierdzy i dokonanie wyłomu. Wcześniej jednak niemal wszyscy obrońcy popełnili samobójstwo. W 81 sprawował urząd konsula (drugim był Asinius Pollio Verrucosus).